# Léider Berrío
Léider Iván Berrío Peña (Montería, 7 de junio de 1998) es un futbolista colombiano. Juega como centrocampista y su equipo actual es el Independiente Medellín de la Categoría Primera A de Colombia.

## Clubes
| Club                   | País     | Año           |
| ---------------------- | -------- | ------------- |
| Real Santander         | Colombia | 2018-2021     |
| Deportivo Pereira      | Colombia | 2022          |
| Junior de Barranquilla | Colombia | 2023-2024     |
| Independiente Medellín | Colombia | 2025-presente |

## Estadísticas
Actualizado al último partido disputado el 13 de julio de 2025.
| Club                              | Div                 | Temporada           | Liga  | Liga  | Copa Nacional | Copa Nacional | Copa Internacional | Copa Internacional | Total | Total |
| Club                              | Div                 | Temporada           | Part. | Goles | Part.         | Goles         | Part.              | Goles              | Part. | Goles |
| --------------------------------- | ------------------- | ------------------- | ----- | ----- | ------------- | ------------- | ------------------ | ------------------ | ----- | ----- |
| Real Santander · Colombia         | 2.ª                 | 2018                | 3     | 0     | -             | -             | -                  | -                  | 3     | 0     |
| Real Santander · Colombia         | 2.ª                 | 2019                | 20    | 0     | 6             | 0             | -                  | -                  | 26    | 0     |
| Real Santander · Colombia         | 2.ª                 | 2020                | 13    | 1     | 6             | 1             | -                  | -                  | 19    | 2     |
| Real Santander · Colombia         | 2.ª                 | 2021                | 22    | 6     | 4             | 2             | -                  | -                  | 26    | 8     |
| Real Santander · Colombia         | Total               | Total               | 58    | 7     | 16            | 3             | -                  | -                  | 74    | 10    |
| Deportivo Pereira · Colombia      | 1.ª                 | 2022                | 32    | 6     | 3             | 0             | -                  | -                  | 35    | 6     |
| Deportivo Pereira · Colombia      | Total               | Total               | 32    | 6     | 3             | 0             | -                  | -                  | 35    | 6     |
| Junior · Colombia                 | 1.ª                 | 2023                | 30    | 1     | 1             | 0             | -                  | -                  | 31    | 1     |
| Junior · Colombia                 | 1.ª                 | 2024                | 11    | 0     | 1             | 0             | 3                  | 0                  | 15    | 0     |
| Junior · Colombia                 | Total               | Total               | 41    | 1     | 2             | 0             | 3                  | 0                  | 46    | 1     |
| Independiente Medellín · Colombia | 1.ª                 | 2025                | 27    | 4     | -             | -             | -                  | -                  | 27    | 4     |
| Independiente Medellín · Colombia | Total               | Total               | 27    | 4     | -             | -             | -                  | -                  | 27    | 4     |
| Total en su carrera               | Total en su carrera | Total en su carrera | 158   | 18    | 21            | 3             | 3                  | 0                  | 182   | 21    |

## Palmarés

### Títulos nacionales
| Título              | Equipo            | País     | Año  |
| ------------------- | ----------------- | -------- | ---- |
| Torneo Finalización | Deportivo Pereira | Colombia | 2022 |
| Torneo Finalización | Junior            | Colombia | 2023 |